# Parque del Triángulo Rosa
El Parque del Triángulo Rosa (Pink Triangle Park en inglés) es un pequeño parque de forma triangular ubicado en la intersección de las calles 17 y Market en San Francisco, California. Es el primer memorial permanente y público en los Estados Unidos recordando los miles de homosexuales perseguidos en la Alemania Nazi durante el Holocausto.

## Origen
El Parque del Triángulo Rosa fue inaugurado el 10 de diciembre de 2001 por la Asociación para la Promoción de Eureka Valley. De acuerdo al grupo comunitario que mantiene el espacio, el Parque del Triángulo Rosa sirve como un «recordatorio físico de cómo la persecución de cualquier persona o grupo de gente daña a toda la humanidad».
El encargo fue dado a los artistas Robert Bruce, uno de los miembros fundadores de STOP-AIDS San Francisco, y Susan Martin. En palabras de los artistas,

We wanted to mourn the dead (past), to celebrate the living (present), and to hope for those to come (future).
Queríamos llorar a los muertos (pasado), celebrar a los vivos (presente) y tener esperanza para los que vengan (futuro)
Robert Bruce y Susan Martin

## Descripción

Esquema del parque.

Quince columnas triangulares de granito, una por cada mil personas gay, lesbianas, bisexuales y transgéneros que se estima fueron asesinadas durante el Holocausto, rodean un triángulo relleno con granito rosa en el centro del parque. La temática triangular rememora al triángulo rosa que fue impuesto por los nazis sobre los homosexuales para que llevaran sobre sus ropas como identificación y símbolo de vergüenza. 